# Puccinia arundinellae
Puccinia arundinellae är en svampart som beskrevs av Barclay 1889. Puccinia arundinellae ingår i släktet Puccinia och familjen Pucciniaceae.   Inga underarter finns listade i Catalogue of Life.